# 샤이니의 연하남
샤이니의 연하남은 대한민국의 보이 그룹 샤이니가 주연으로 출연하고 브라운 아이드 걸스의 가인이 내레이션으로 참여한 대한민국의 버라이어티 쇼이다. 샤이니가 데뷔 이후 3개월만에 처음 출연하는 버라이어티 쇼이다. '연하남'은 나이든 여성과 데이트하는 어린 남성을 뜻하는데, 이는 샤이니의 노래 Replay의 주제이기도 하다.

## 승자
- Key (가수)
- 종현
- 태민
- Key (가수)
- 민호
- 종현, 태민
- 온유